# アネット・コンタベイト
アネット・コンタベイト（Anett Kontaveit, 1995年12月24日 - ）は、エストニア・タリン出身の女子プロテニス選手。これまでにWTAツアーでシングルス6勝を挙げている。自己最高ランキングはシングルス2位、ダブルス95位。身長174m、体重65kg。右利き、バックハンド・ストロークは両手打ち。

## 来歴
テニスコーチの母親の手ほどきで6歳からテニスを始める。ジュニア時代は2012年全米オープンジュニア女子シングルスで準優勝している。
4大大会では2015年ウィンブルドン選手権で予選を勝ち上がり初出場。全米オープンでも予選を勝ち上がり4回戦まで進出したが、ビーナス・ウィリアムズに2–6, 1–6で敗れた。
2017年4月のレディース・オープン・ルガーノで初の決勝進出を果たしたが、準優勝だった。BNLイタリア国際では2回戦で当時1位のアンゲリク・ケルバーを6–4, 6–0で破る殊勲を挙げベスト8に進出した。6月のロスマーレン・グラスコート選手権、決勝でナタリア・ビクトリアンセワを6–2, 6–3で破りツアー初優勝を果たした。
2018年は全豪オープンと全仏オープンで4回戦に進出。武漢オープンで準優勝した。
2019年はマイアミ・オープンでベスト4入り。ポルシェ・テニス・グランプリではビクトリア・アザレンカらを下して決勝に進出したが、ペトラ・クビトバに敗れ準優勝。
2020年全豪オープンは第6シードのベリンダ・ベンチッチらに勝利してベスト8入り。準々決勝でシモナ・ハレプに敗れた。

## WTAツアー決勝進出結果

### シングルス: 5回 (1勝4敗)
| 大会グレード                  |
| ----------------------------- |
| グランドスラム (0–0)          |
| WTAファイナルズ (0–0)         |
| プレミア・マンダトリー (0–0)  |
| プレミア5 (0-1)               |
| WTAエリート・トロフィー (0-0) |
| プレミア (0–1)                |
| インターナショナル (1–2)      |

| 結果   | No. | 決勝日        | 大会               | サーフェス    | 対戦相手                   | スコア        |
| ------ | --- | ------------- | ------------------ | ------------- | -------------------------- | ------------- |
| 準優勝 | 1.  | 2017年4月16日 | ビール/ビエンヌ    | ハード (室内) | マルケタ・ボンドロウソバ   | 4–6, 6–7(6)   |
| 優勝   | 1.  | 2017年6月18日 | スヘルトーヘンボス | 芝            | ナタリア・ビクトリアンセワ | 6–2, 6–3      |
| 準優勝 | 2.  | 2017年7月23日 | グシュタード       | クレー        | キキ・ベルテンス           | 4–6, 6–3, 1–6 |
| 準優勝 | 3.  | 2018年9月29日 | 武漢               | ハード        | アリーナ・サバレンカ       | 3–6, 3–6      |
| 準優勝 | 4.  | 2019年4月28日 | シュトゥットガルト | クレー        | ペトラ・クビトバ           | 3-6, 6-7      |

## 4大大会シングルス成績
略語の説明
| W | F | SF | QF | #R | RR | Q# | LQ | A | Z# | PO | G | S | B | NMS | P | NH |

W=優勝, F=準優勝, SF=ベスト4, QF=ベスト8, #R=#回戦敗退, RR=ラウンドロビン敗退, Q#=予選#回戦敗退, LQ=予選敗退, A=大会不参加, Z#=デビスカップ/BJKカップ地域ゾーン, PO=デビスカップ/BJKカッププレーオフ, G=オリンピック金メダル, S=オリンピック銀メダル, B=オリンピック銅メダル, NMS=マスターズシリーズから降格, P=開催延期, NH=開催なし.
| 大会           | 2014 | 2015 | 2016 | 2017 | 2018 | 2019 | 2020 | 通算成績 |
| -------------- | ---- | ---- | ---- | ---- | ---- | ---- | ---- | -------- |
| 全豪オープン   | A    | LQ   | 1R   | 1R   | 4R   | 2R   | QF   | 8–5      |
| 全仏オープン   | LQ   | LQ   | 1R   | 2R   | 4R   | 2R   |      | 5–4      |
| ウィンブルドン | 1R   | 1R   | 1R   | 3R   | 3R   | 3R   |      | 6–6      |
| 全米オープン   | A    | 4R   | 1R   | 1R   | 1R   | 3R   |      | 5–5      |